# Кевхишвили, Темур
Темур Кевхишвили (груз. თემურ ქევხიშვილი, 19 апреля 1940 — 8 декабря 2020) — грузинский советский хормейстер, заслуженный артист Грузинской ССР (1970), народный артист Грузинской ССР (1989). Лауреат Государственной премии Грузии (2012).

## Биография
В 1966 году окончил Тбилисскую государственную консерваторию (дирижер группы).
Основатель ансамбля «Гордела» (1961), до 1976 года был участником ансамбля. На протяжении многих лет работал с различными ансамблями — «Оровела» Тбилисского государственного университета, ансамблем «Имеди», хором Дворца пионеров «Дарьял», вокальным ансамблем «Журналист». Он также был солистом ансамбля «Рустави», преподавал музыку. В 1981—1990 годах — автор и ведущий грузинской теле- и радиопрограммы «Уроки грузинских народных песен».
Репертуар в основном включал грузинские народные песни и песнопения. Гастролировал по многим странам мира. В 2013 году в Грузии был признан «Голосом века».

## Память
В 2018 году у здания Дворца молодежи на проспекте Руставели, д. 6 в Тбилиси была открыта звезда Темура Кевхишвили и ансамбля «Дариали», в котором он работал до последнего времени.
Именем Темура Кевхишвили названа улица в Тбилиси, микрорайон Вазисубани II.